# Marino Mazzacurati
Pour les articles homonymes, voir Mazzacurati.
Renato Marino Mazzacurati, né le 22 juillet 1907 à Galliera et mort le 18 septembre 1969 à Parme, est un sculpteur et peintre, représentant de l'École romaine.

## Œuvres

Statue des Martyrs.

- Monument au Partisan
- Statue des MartyrsStatue des Martyrs.